# Iris Zavala

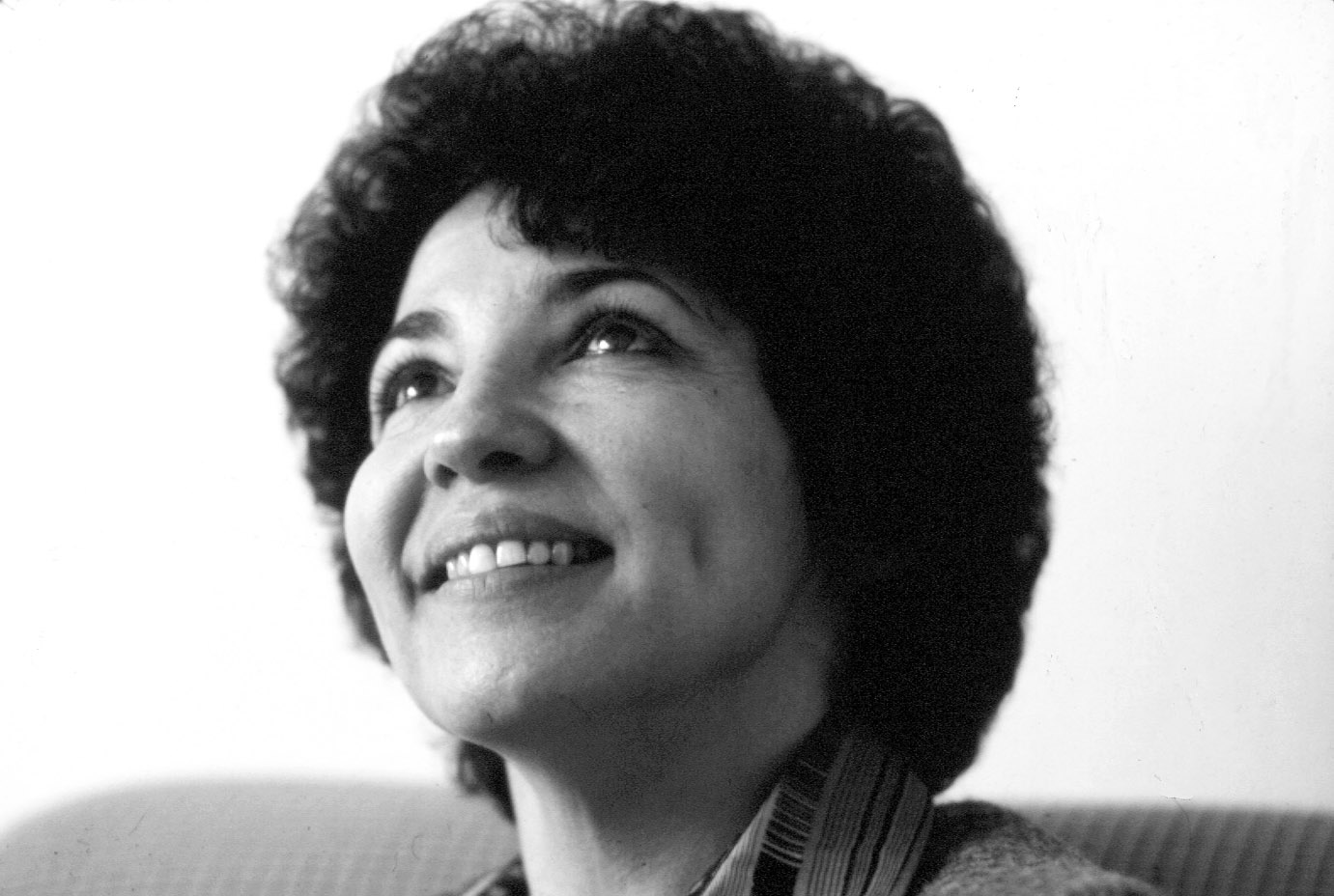
Iris Zavala

 Iris M. Zavala Zapata (* 27. Dezember 1936 in Ponce (Puerto Rico), Puerto Rico; † 10. April 2020 in Madrid, Spanien) war eine puerto-ricanische Dichterin, Schriftstellerin und Hochschullehrerin, die später in Barcelona, Spanien, lebte.

## Leben und Werk
Zavala studierte an der Universität von Puerto Rico, wo sie einen Bachelor of Arts in Literatur erwarb. Anschließend erhielt sie an der Universität Salamanca einen Licenciatura-Abschluss und promovierte dort in Philosophie mit einer Arbeit über Miguel de Unamuno.
Sie lehrte an zahlreichen amerikanischen und europäischen Universitäten. Sie war unter anderem Professorin für hispanische Literatur an der Universität Utrecht, in Spanien war sie UNESCO-Stipendiatin an der Universität Pompeu Fabra in Barcelona und Ramon-Llull-Stipendiatin an der Universität der Balearen auf Mallorca.
Sie verfasste mehr als fünfzig Bücher und Hunderte von Artikeln auf Spanisch und Englisch. 1964, 1972 und 1990 erhielt sie den Nationalpreis für Literatur von Puerto Rico. 1992 wurde sie mit dem Puerto Rico Pen Club Award und 1994 mit dem Pen Club Award für den Roman El libro de Apolonia o de las islas ausgezeichnet.
Sie war auch Literaturkritikerin, Essayistin und schrieb regelmäßig Beiträge für Quimera und andere spanische Zeitschriften wie Leery und Lateral. 1980 schrieb sie den Roman Kiliagonía und 1987 ihren zweiten
Roman Nocturna, mas no funesta, der für eine Theateraufführung adaptiert wurde.
2003 vermachte sie dem Seminar für interdisziplinäre Frauenstudien der Universität Málaga eine Sammlung von bibliografischen Dokumenten und Zeitungsdokumenten, die in dem nach ihr benannten Saal der Bibliothek verwaltet werden.
Sie starb an COVID-19 in Madrid während der COVID-19-Pandemie in Spanien im Alter von 83 Jahren.

## Veröffentlichungen (Auswahl)
- 1963: Unamuno y su teatro de conciencia. Acta Saltmanticensia: Univ. de Salamanca.
- 1965: La angustia y el hombre. Ensayos de literatura española. México; Universidad Veracruzana.
- 1970: Masones, comuneros y carbonarios. Madrid: Siglo XXI.
- 1971: Ideología y política en la novela española del siglo XIX. Madrid, Anaya.
- 1972: Poemas prescindibles. New York, Anti-ediciones Villa Miseria.
- 1974: Escritura desatada. Puerto Rico, Puerto.
- 1977: Alejandro Sawa, Iluminaciones en la sombra, ed. estudio, notas. Madrid, Alhambra.
- 1978: Clandestinidad y libertinaje erudito en los albores del siglo XVIII. Barcelona, Ariel.
- 1981: El texto en la historia. Madrid, Nuestra Cultura.
- 1982: Kiliagonía. Indiana University, Third Woman Press, 1985.
- 1983: Que nadie muera sin amar el mar. Madrid, Visor.
- 1987: Lecturas y lectores del discurso narrativo dieciochesco. Ámsterdam, Rodopi.
- 1989: Rubén Darío bajo el signo del cisne. Universidad de Puerto Rico.
- 1992: Colonialism and Culture: Hispanic Modernisms and the Social Imaginary. Indiana University Press.
- 1995: Historia feminista de la literatura española. II. La mujer en la literatura española, Barcelona, Anthropos.
- 2001: El rapto de América y el síntoma de la modernidad. Barcelona, Montesinos.
- 2007: Percanta que me amuraste. Barcelona, Montesinos.
- 2008: Alejandro Sawa. Crónicas de la bohemia. Veintisiete, Madrid.

## Ehrungen (Auswahl)
- 1988: Encomienda, Lazo de Dama de la Orden de Mérito Civil, ausgezeichnet von König Juan Carlos I. von Spanien
- 1994: Medal of Honor, Instituto de Cultura Puertorriqueña, San Juan, Puerto Rico
- 1996: Ehrendoktorwürde, Universität von Puerto Rico
- 1998: Goldmedaille, Ateneo Puertorriqueño
- 2001: Cátedra UNESCO de Estudios Latinoamericanos, Universidad Pompeu Fabra
- 2004: Ehrendoktorwürde, Universität Málaga
- 2006: María Zambrano Thought Award, Junta de Andalucía